# Hydrocotyle tetragonocarpa
Hydrocotyle tetragonocarpa är en växtart i släktet Hydrocotyle och familjen araliaväxter.
Arten förekommer i Western Australia. Den beskrevs av Alexander von Bunge 1845.